# Ghanche (Distrikt)
Der Distrikt Ghanche ist ein Distrikt der von Pakistan verwalteten Region Gilgit-Baltistan in der umstrittenen Region Kaschmir.

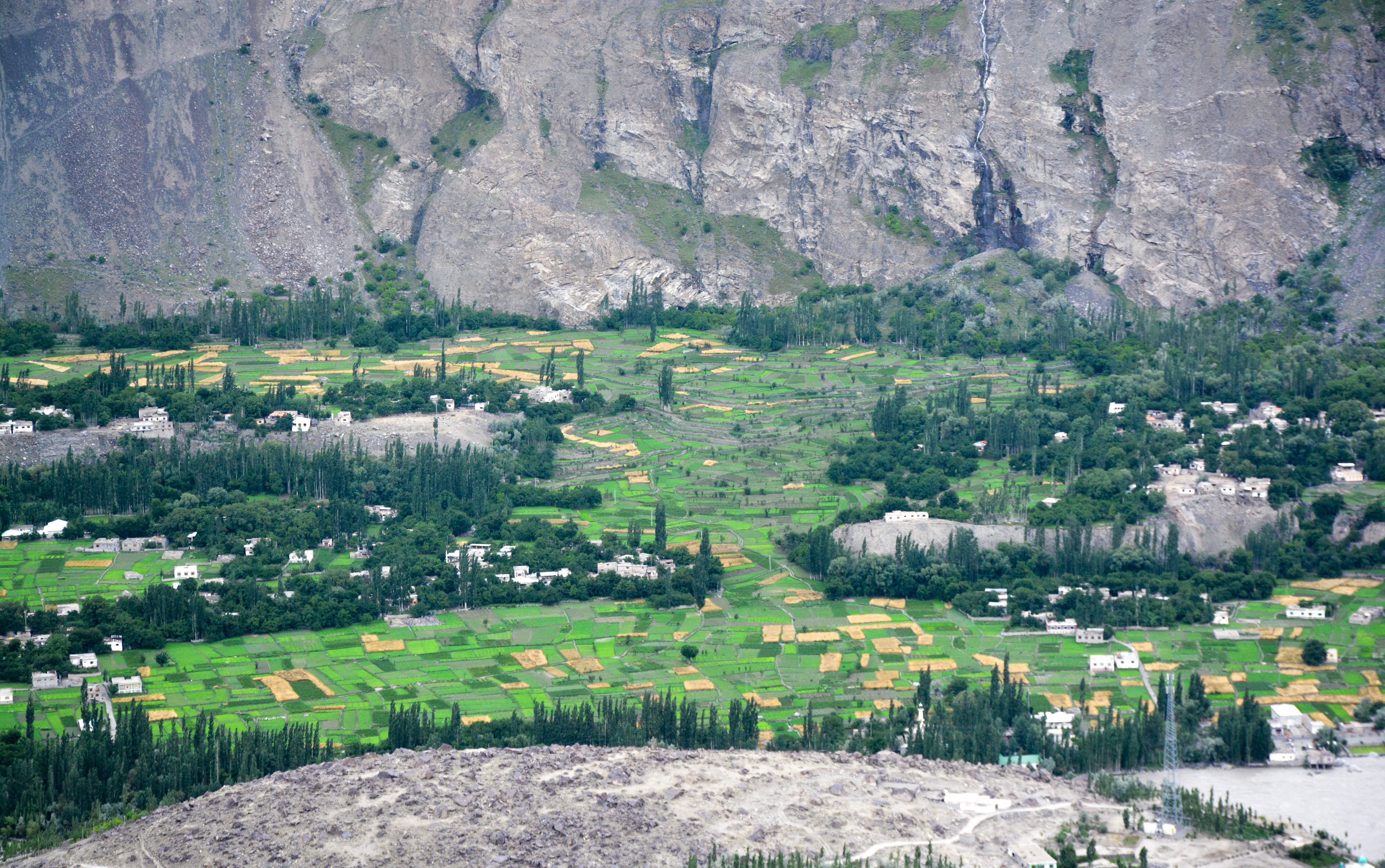
Ghwari in Ghanche

## Geografie
Es ist der östlichste Distrikt von Gilgit-Baltistan. Es ist der kälteste Ort Pakistans, da es am „dritten Pol“ liegt. Im Winter fallen die Temperaturen unter −20 °C. Das Khaplu-Tal und das Hushe-Tal bilden das Tor zu Baltoro Muztagh, einem Gebirgszug des Karakorum-Gebirges, zu dem die Gipfel des K2 (8611 m), des Broad Peak (8047 m), des Gasherbrum (über 8000 m) und des Masherbrum (7821 m) gehören. Insgesamt ist weniger als die Hälfte der Distriktfläche von Wäldern bedeckt und ein Großteil ist dauerhaft schneebedeckt.

## Name
Das Wort „gang“ bedeutet in der Balti-Sprache „Gletscher“, und „che“ wird als Superlativ verwendet, um „Fülle“ auszudrücken. Die Bewohner des Khaplu-Tals nennen einen Bach, der im Sommer durch die Stadt Khaplu fließt, Ghanche Nallah.
Als die pakistanische Regierung den Status des Ghanche Tehsil zum Distrikt erhob, wählten die Bewohner des Tals den Namen „Ghanche“.

## Gliederung
Der Distrikt Ghanche ist in sechs Tehsils unterteilt:
- Khaplu Tehsil
- Daghoni Tehsil
- Masherbrum Tehsil
- Chorbat Tehsil
- Ghowari Tehsil
- Keris Tehsil[3]